# Martin Corry
Pour les articles homonymes, voir Corry.

a Compétitions nationales et continentales officielles uniquement.

b Matchs officiels uniquement.
Dernière mise à jour le 21 mai 2010.
Martin Edward Corry, né le 12 octobre 1973 à Birmingham (Angleterre), est un joueur de rugby à XV anglais. Il joue en équipe d'Angleterre et évolue aux postes de troisième ligne centre ou aile au sein de l'effectif des Leicester Tigers. Il met un terme à sa carrière de joueur à la fin de la saison 2008-09.

## Carrière

### En club
- 1996-1997 : Bristol Rugby  Angleterre
- 1997-2009 : Leicester Tigers  Angleterre

### En équipe nationale
Il a honoré sa première cape internationale en équipe d'Angleterre le 31 mai 1997 contre l'équipe d'Argentine. 

## Palmarès

### En club
- Champion d'Angleterre : 1999, 2000, 2001, 2002, 2007
- Vainqueur de la coupe d'Europe : 2001, 2002
  - Finaliste : 2007
- Vainqueur du trophée des champions : 2002
  - Finaliste : 2001
- Vainqueur de la coupe d'Angleterre : 2007

### En équipe nationale
- 71 sélections en équipe d'Angleterre depuis 1997
- 30 points (6 essais)
- 5 fois capitaine
- Sélections par année : 2 en 1997, 3 en 1998, 6 en 1999, 7 en 2000, 6 en 2001, 2 en 2002, 4 en 2003, 4 en 2004, 7 en 2005, 9 en 2006, 8 en 2007
- Tournois des cinq/six nations disputés : 1999, 2000, 2001, 2002, 2005, 2006, 2007
- Vainqueur du tournoi des six nations : 2000, 2001
- 6 sélections avec les Lions britanniques en 2001 et 2005

En coupe du monde :
- 2003 : champion du monde, 1 sélection (Uruguay)
- 1999 : 3 sélections (Italie, Nouvelle-Zélande, Afrique du Sud), 1 essai